# Jan Bąk Lanckoroński
Jan Bąk Lanckoroński herbu Zadora (zm. w 1646) – kasztelan halicki w latach 1642–1643, chorąży halicki w 1642 roku, podstoli halicki w 1630 roku, starosta dymirski w 1627 roku.
Poseł na sejm konwokacyjny 1632 roku z województwa bełskiego. Poseł na sejm nadzwyczajny 1635 roku, sejm 1639 roku, sejm 1641 roku.